# Soberana 02

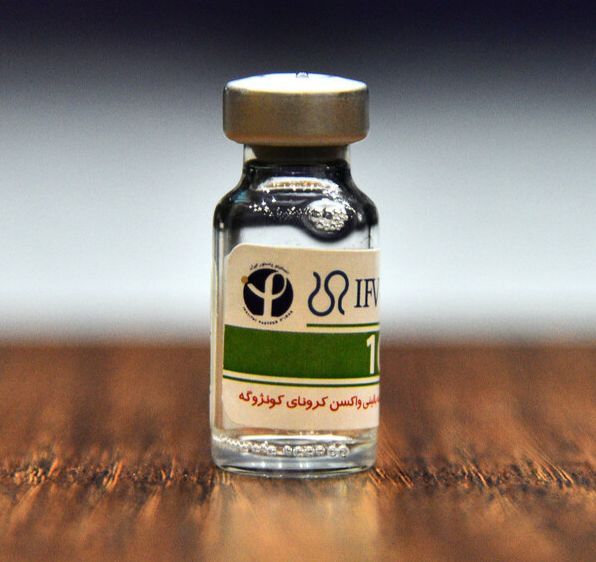
Vắc xin hợp tác sản xuất giữa Cuba và Iran

Soberana 02 hay Soberana 2 (tên kỹ thuật FINLAY-FR-2) là loại vắc xin COVID-19 do Viện Finlay, một viện nghiên cứu dịch tễ học của Cuba sản xuất. Đây là một loại vắc xin liên hợp, tiếp theo loại vắc xin trước đó có tên là SOBERANA-01 (FINLAY-FR-1). Theo tài liệu của WHO, vắc xin này cần hai liều, liều thứ hai được tiêm sau mũi đầu tiên 28 ngày. Tên của loại vắc xin Soberana trong tiếng Tây Ban Nha có nghĩa là "chủ quyền" Loại vắc xin này đã cho thấy hiệu quả 62% chỉ sau hai liều và khi kết hợp với một liều tăng cường Soberana Plus, vắc-xin cho thấy hiệu quả là 91,2% Giáo sư Ihosvany Castellanos Santos nói rằng kháng nguyên này an toàn vì nó chứa các bộ phận thay vì toàn bộ virus sống, và do đó nó không cần làm lạnh thêm, giống như các loại khác trên thế giới. Tiểu đơn vị protein đột biến được tạo ra trong môi trường nuôi cấy tế bào buồng trứng chuột lang. Ngày 20 tháng 8 năm 2021, Trung tâm Quản lý thuốc, máy móc và thiết bị y tế Cuba (CECMED) đã cấp phép sử dụng khẩn cấp đối với 2 loại vắc xin ngừa Covid-19 là Soberana 02 và Soberana Plus do Viện vắc xin Finlay (IFV) bào chế. 

## Sản xuất
Theo Báo Tin tức của Thông tấn xã Việt Nam thì ngày 29 tháng 6 năm 2021, Cuba đã bắt đầu thử nghiệm vaccine phòng COVID-19 Soberana 02 đối với trẻ em độ tuổi từ 3-11 tuổi. Chính phủ Cuba cho biết họ đang có kế hoạch sản xuất 100 triệu liều vắc xin để đáp ứng nhu cầu của chính họ và của các quốc gia khác Cuba cũng đã đề xuất rằng, sau khi được phê duyệt, họ sẽ cung cấp vắc-xin cho khách du lịch đến thăm đất nước Cuba Việc sản xuất lô đầu tiên khoảng 100.000 liều sẽ bắt đầu vào tháng 4 năm 2021. Các nước khác như Việt Nam, Iran, Venezuela, Argentina, Pakistan, Ấn Độ, Liên minh châu Phi, Jamaica và Suriname đã bày tỏ sự quan tâm đến việc mua vắc xin loại này mặc dù vẫn đang chờ đợi kết quả thử nghiệm Giai đoạn 3 riêng Iran đã đã ký thỏa thuận sản xuất loại vắc xin này và Argentina đang đàm phán, ngoài ra, chính phủ Cuba đề nghị "chuyển giao công nghệ" cho Ghana và cũng sẽ cung cấp "nguyên liệu" cần thiết để sản xuất vắc xin này Mặc dù giá cả của loại vắc xin hiện chưa được xác định cụ thể, nhưng chiến lược thương mại hóa vắc-xin sẽ là sự kết hợp giữa "tác động đến sức khỏe" và khả năng của hệ thống Cuba hỗ trợ tài chính "sản xuất vắc-xin và thuốc cho đất nước" theo giám đốc của Viện Finlay Vicente Vérez